# Onogorgia nodosa
Onogorgia nodosa is een zachte koraalsoort uit de familie Primnoidae. De koraalsoort komt uit het geslacht Onogorgia. Onogorgia nodosa werd in 1929 voor het eerst wetenschappelijk beschreven door Molander. 